# Kolonatresie
Die Kolonatresie (Dickdarmatresie) ist eine sehr seltene angeborene Fehlbildung mit einem (abschnittsweisen) Verschluss des Dickdarmes, so dass weder Gas noch Mekonium abgesetzt werden können, was beim Neugeborenen zum aufgetriebenen Abdomen führt. Es handelt sich um die seltenste Form einer Darmatresie.
Die Erstbeschreibung stammt aus dem Jahre 1673 durch Jean Nicolas Binninger, zitiert nach.

## Verbreitung
Die Häufigkeit wird mit etwa 1 zu 20.000 angegeben. Kolonatresien machen etwa 4 % aller Darmatresien aus.
Selten kommen auch familiäre Formen vor.
Es besteht bei fast der Hälfte der Betroffenen eine Assoziation mit  weiteren Fehlbildungen wie Gastroschisis, weiteren Darmatresien (bis 20 %), Morbus Hirschsprung oder Skelettfehlbildungen.

## Ursache
Als Ursache werden Störung der mesenterialen Gefäße (multiple ischämische Infarkte) gegen Ende der Schwangerschaft oder ein Fehlbildungsprozess des Magen-Darm-Traktes sowie eine Defekt im Bereich des Fibroblasten-Wachstumsfaktor 10 (FGF10) diskutiert.

## Einteilung
Die gebräuchliche Klassifikation ist unter Darmatresie#Klassifikation beschrieben.

## Verteilung
Nach M. Davenport findet sich die Atresie in folgenden Abschnitten:
- Colon ascendens 28 %
- Flexura coli dextra 3 %
- Colon transversum 23 %
- Flexura coli sinistra 25 %
- Colon descendens und Colon sigmoideum 20 %

## Klinische Erscheinungen
Klinische Kriterien sind:
- Manifestation im Neugeborenenalter
- Hydramnion
- galliges Erbrechen während der ersten Lebenstage
- aufgetriebenes Abdomen
- kein Mekonium-Abgang

## Diagnose
Im Röntgenbild (Abdomenübersicht) lassen sich zahlreiche luftgefüllte, Darmschlingen, auch mit Spiegelbildungen darstellen. Im Kolonkontrasteinlauf wird das Mikrokolon unterhalb sowie der Verschluss durch die Atresie erkennbar.

## Therapie
Die Behandlung erfolgt operativ durch Resektion der Atresie und Anlegen einer Anastomose. Es gibt hierfür verschiedene Vorgehensweisen und Techniken.
Wird die Atresie erst nach mehreren Tagen nach der Geburt erkannt und behandelt, steigt die Mortalität deutlich an.

## Heilungsaussichten
Die Prognose ist bei frühzeitiger Behandlung sehr gut, wenn keine weiteren Fehlbildungen oder Komplikationen vorliegen.

## Bei Tieren
Kolonatresien können auch bei Tieren auftreten, speziell beim Holstein-Rind.